# Blocos carnavalescos do Rio de Janeiro
Os blocos carnavalescos do Rio de Janeiro são entidades carnavalescas análogas que desfilam antes do carnaval e terminam após o carnaval do Rio de Janeiro, são divididos em: enredo, sujo, embalo e os clubes de frevo, entre outros. No carnaval de 2013 foram 492 a desfilar pela cidade, o que levou a prefeitura a estudar a diminuição para o ano seguinte. A história dos blocos já foi contada em livro, de autoria de Aydano Andre Motta. o qual foi lançado em 2011 com o título Blocos de rua do carnaval do Rio de Janeiro.. Recentemente, blocos com características multiculturais têm ganhado força e prestígio, a ponto de blocos tradicionais ficarem para trás.

## Blocos de embalo e enredo

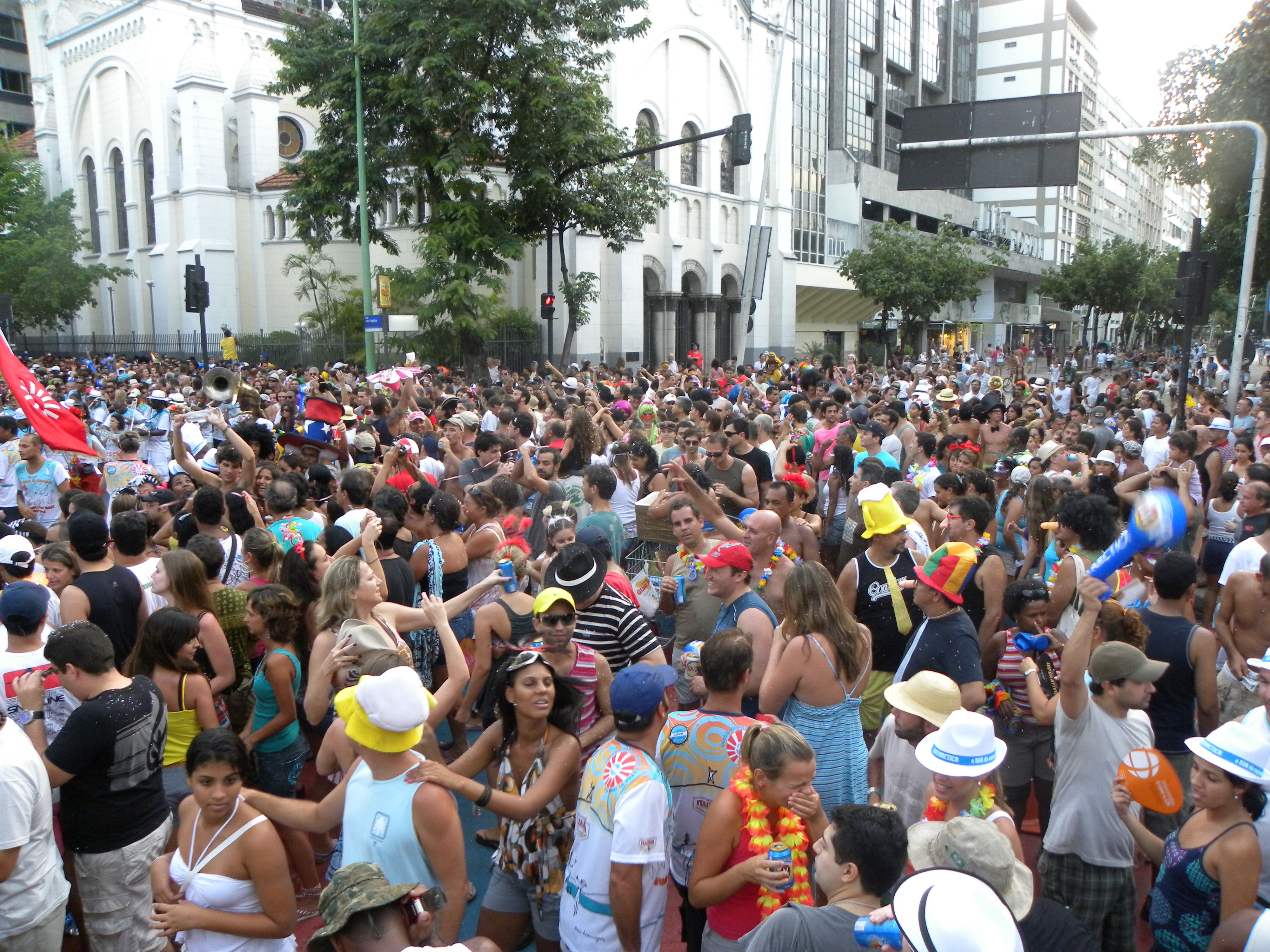
Desfile da Banda de Ipanema, atraindo uma multidão às ruas de Ipanema.

Os desfiles dos campeonatos de blocos de enredo são filiados a Federação dos Blocos e desfilam no sábado de carnaval. onde de 2011 a 2014 passaram a desfilar como escola de samba, sem ter de desfilar como avaliação. os blocos de embalo já teram a Avenida Rio Branco, como sua pista de desfile, cujo desde 2016 foi substituída pela Avenida Graça Aranha. as outras pista de desfiles são a Estrada Intendente Magalhães, no Campinho e a Rua Cardoso de Morais, em Bonsucesso
Já os blocos de embalo em sua maioria costumam desfilar antes e depois do período carnavalesco na maior parte na  Zona Sul e Centro. além de outras regiões, sempre  no mesmo local e hora, a critério da Riotur, que organiza junto com outros setores do poder público, o trajeto desses blocos de embalo, com dia e horário .